# Frederik Muller Jzn.

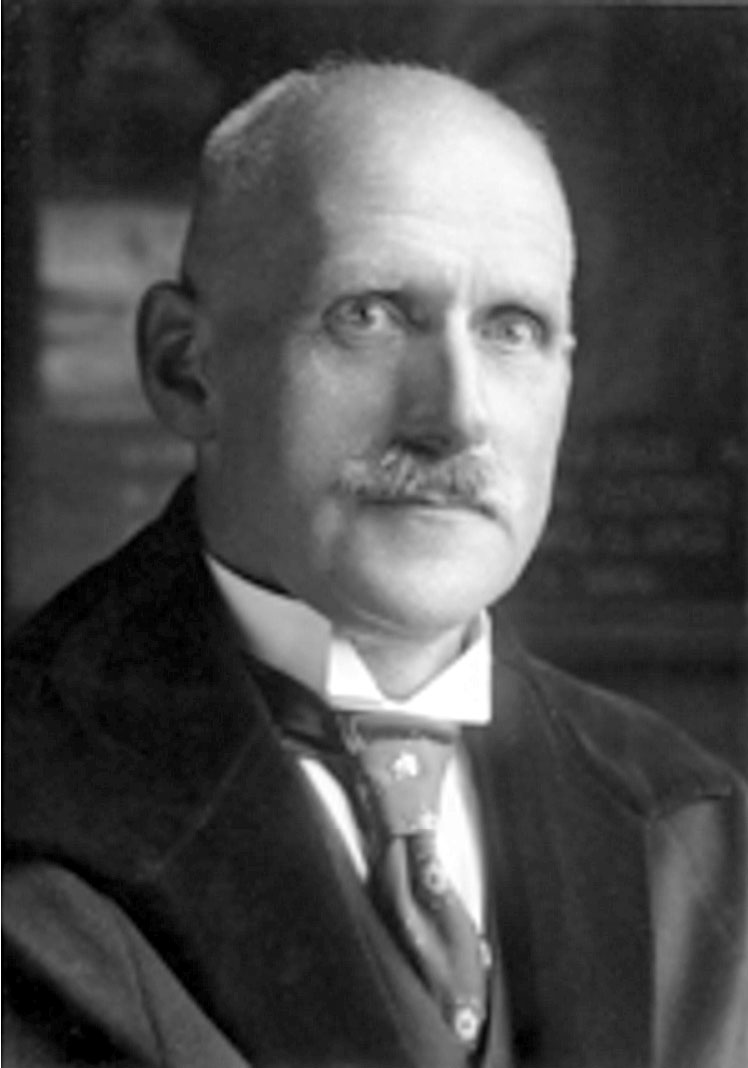
Frederik Muller

Frederik Muller Jzn. (* 26. Februar 1883 in Haarlem; † 28. Dezember 1944 in Leiden) war ein niederländischer Klassischer Philologe.

## Leben
Frederik wurde als Sohn des Professors für niederländische Sprache Jacob Wijbrand Muller (* 14. Juni 1858 in Amsterdam; † 18. März 1945 in Leiden) und dessen am 8. Dezember 1881 geheirateten Frau Catharina Johanna Aletta Heijnsius (* 28. Februar 1858 in Amsterdam; † 7. August 1911 in Forbach) geboren. 1895 besuchte er das städtische Gymnasium in Leiden, wo Pieter Helbert Damsté (* 10. August 1860 in Wilsum; † 5. Februar 1943 in Utrecht) sein prägender Lehrer wurde. 1901 begann er ein Studium der klassischen Literatur an der Universität Leiden, wechselte an die Reichsuniversität Groningen und 1907 an die Universität Utrecht. In Utrecht absolvierte er sein Kandidatenexamen und legte sein Doktoralsexamen ab. Anschließend setzte er bei Georg Wissowa, sowie Friedrich Bechtel an der Universität Halle-Wittenberg, an der Universität Leipzig, an der Universität Berlin und bei Antoine Meillet an der Pariser Sorbonne seine Studien fort. Zurückgekehrt in die Niederlande promovierte er unter Damsté am 22. April 1910 in Utrecht mit dem Thema De veterum, imprimis Romanorum studiis etymologicis (deutsch: Die alten, vor allem römischen Studien der Etymologie) zum Doktor der Philosophie. Danach arbeitete er als Lehrer am Gymnasium in Zwolle, 1911 in gleicher Eigenschaft am städtischen Gymnasium in Utrecht und wurde 1913 Lehrer am niederländischen Lyceum in Den Haag, wo er einige Zeit später zum Konrektor avancierte. 
Am 12. Februar 1919 wurde er zum Professor der Lateinischen Sprache und Literatur an die Universität von Amsterdam berufen, welche Aufgabe am 12. Mai desselben Jahres mit der Einführungsrede Cicero in zijn blijvende beteekenis (deutsch: Cicero in seiner bleibenden Bedeutung) antrat. Am 2. Juni 1921 wurde er auf die Professur der Lateinischen Sprache, dessen Literatur und für römische Antiquitäten an die Universität Leiden berufen, welche Aufgabe er am 5. Oktober desselben Jahres mit der Antrittsrede De Confessiones van Augustinus (deutsch: Die Bekenntnisse des heiligen Augustinus) übernahm. Im Akademiejahr 1939/40 wurde er Rektor der Alma Mater, wozu er am 8. Februar 1940 die Rektoratsrede Het Reveil van Augustus (deutsch: Das Revival von Augustus) vortrug. Am 27. April 1925 wurde Muller Mitglied der königlich niederländischen Akademie der Wissenschaften und 1940 Mitglied der Koninklijke Hollandsche Maatschappij der Wetenschappen. Muller hatte sich während der Zeit des Zweiten Weltkrieges mit den deutschen Besatzern arrangiert. Daher wurde er von seinem Umfeld zunehmend gemieden. Völlig vereinsamt, nahm er sich daraufhin das Leben.

## Familie
Muller verheiratete sich am 28. Dezember 1910 in Groningen mit Sibilla Plantina Nieboer (* 19. Mai 1884 in Groningen; † 23. November 1937 in Leiden), die Tochter des Jacobus Kornelis Jacobs Nieboer (* 28. Juni 1855 in Groningen; † 22. September 1936 in Deventer) und dessen Frau Meddina Alberta Hermanna Grevers (* 17. Februar 1860 in Groningen; † 11. Juni 1933 in Hilversum). Aus der Ehe stammen zwei Söhne und zwei Töchter. Von den Kindern kennt man: 
- Jacob Wijbrand Muller (* 16. März 1912 in Utrecht) verh. 17. April 1943 in Leiden mit N. J. Minnema
- Jacobus Kornelius Jacobs Muller (* 16. Oktober 1916 in Wassenaar) verh. 16. September 1943 in Utrecht Coby Miedema
- Catharina Johanna Aletta Muller (* 26. Mai 1918 in Wassenaar)
- Medina Alberta Hermanna Muller (* 15. März 1921 in Amsterdam; † 10. Juli 2011)

## Werke (Auswahl)
- De veterum, imprimis Romanorum studiis etymologicis. Pars I. Utrecht, 1910 (Online)
- Syntaxis. Groningen 1919
- Cicero in zijn blijvende beteekenis. Groningen 1919
- Grieksch woordenboek. Groningen 1920, 1926, 1930
- Latijnsche woordverklaringen op semantisch-taalhistorischen grondslag. Amsterdam 1920
- De Confessiones van Augustinus. Groningen 1921
- Altitalisches Wörterbuch. Göttingen 1926
- Augustus. Amsterdam 1927
- Beknopt Latijns-Nederlands woordenboek. Groningen 1929; 5. Aufl. 1948; 7. Aufl. 1954; 8. Aufl. 1958; 10. Aufl. 1963; 11. Aufl. 1967; 12. Aufl. 1970;
- Grieksche kunstgeschiedenis. Groningen 1921; 2. Aufl. 1931; 3. Aufl. 1941
- De Komst van den hemelgod. Amsterdam 1932
- Beknopt Grieks-Nederlands woordenboek. Groningen 1933;  3. Aufl. 1942; 4. Aufl. 1947; 6. Aufl. 1954; 7. Aufl. 1958; 10. Aufl. 1966; 11. Aufl. 1969 (mit Johannes Hendrik Thiel)
- De beteekenis van het labyrinth. Amsterdam 1934
- Het reveil van Augustus. Leiden 1940